# 박해령 (1857년)
박해령(朴海齡, 1857년 4월 6일 ~ 1920년 3월 9일)은 대한제국과 일제강점기의 관료로, 경상북도 출신이다.

## 생애
그의 초기 생애에 대해서는 거의 알려져 있지 않다. 대한제국 시대인 1906년 8월 대구광문사(大邱廣文社) 사장 김광제, 부사장 서상돈 등과 함께 대구민의소를 설립했으며 1907년 2월 대동광문회(大東廣文會)의 설립에 참여하고 회장을 역임했다. 1908년 7월 경상북도 관찰도 군주사로 임명된 뒤부터 신식 학교와 서양식 병원 설립에 노력하였다. 1908년 7월부터 1910년 8월까지 경상북도 칠곡군수(1908년 7월 30일 ~ 1910년 8월 25일)와 상주군수(1910년 8월 25일 임명)를 차례로 역임했다.
한일 병합 조약 체결 이후인 1910년 10월 1일 경상북도 상주군수로 임명되었으며 1912년 8월 1일 일본 정부로부터 한국병합기념장을 받았다. 1914년 9월 25일부터 1919년 12월 22일까지 경상북도 성주군수, 1915년 8월 20일부터 1917년 7월까지 경상북도 지방토지조사위원회 임시위원을 각각 역임했고 1915년 11월 10일 일본 정부로부터 다이쇼대례기념장을 받았다. 1919년 12월 22일부터 1920년 3월 9일 사망할 때까지 조선총독부 중추원 부찬의를 역임했다. 달성군 하빈면 파회동의 자택에서 병으로 사망하였으며 사망과 동시에 중추원 찬의에 추서되었다. 경상북도 달성군 다사면(현재의 대구광역시 달성군 다사읍)의 세용산에 안장되었다. 민족문제연구소의 친일인명사전 수록자 명단의 중추원 부문과 관료 부문에 포함되었다.

## 참고자료
- 민족문제연구소 (2009). 〈박해령〉. 《친일인명사전 2 (ㅂ ~ ㅇ)》. 서울. 151쪽.
- 친일반민족행위진상규명위원회 (2009). 〈Ⅰ. 일제의 조선 통치 방침과 조선인 관료〉. 《친일반민족행위진상규명 보고서 Ⅲ-2》. 서울. 127쪽.